# Plush
Plush is een single van de Amerikaanse grungeband Stone Temple Pilots. Het nummer verscheen op het album Core uit 1992 en werd het volgende jaar als single uitgegeven. Het nummer bereikte de eerste plaats in de Mainstream Rock Songs; na de dood van Weiland in december 2015 keerde het nummer kortstondig terug in de hitlijsten.

## Achtergrond
De gitaar- en baspartijen werden geschreven door bassist Robert DeLeo, die zich voor de akkoordenprogressie van de hoofdriff liet inspireren door ragtime. De tekst van zanger Scott Weiland en drummer Eric Kretz is gebaseerd op een waargebeurd verhaal over een gekidnapt en vermoord meisje. Weiland omschreef de tekst als een metafoor voor een stukgelopen, obsessieve relatie.
In 2003 verscheen een populaire akoestische versie uit 1992 op het compilatiealbum Thank you, waarin Weiland slechts wordt begeleid door gitarist Dean DeLeo.
Plush wordt in het spel Grand Theft Auto: San Andreas uitgezonden door het fictieve alternatieve radiostation Radio X.

## NPO Radio 2 Top 2000
| Nummer met noteringen in de NPO Radio 2 Top 2000 | '15  | '16  | '17 | '18  | '19 | '20 | '21 | '22 | '23 | '24 |
| ------------------------------------------------ | ---- | ---- | --- | ---- | --- | --- | --- | --- | --- | --- |
| Plush                                            | 1318 | 1172 | 947 | 1029 | 990 | 950 | 983 | 929 | 988 | 971 |

1. ↑  Een vetgedrukt getal geeft de hoogste notering aan.
2. ↑  2015 was het eerste jaar met een notering voor dit nummer.